# Silvano Meli
Silvano Meli, né le 11 août 1960, est un skieur alpin suisse qui a mis fin à sa carrière sportive à la fin de la saison 1993[réf. nécessaire].
Après sa retraite sportive, il devient directeur de la société Héliport Leysin, rebaptisée par la suite Héli-Chablais basée à Leysin. Le 23 décembre 2003, il est victime d'un accident d'hélicoptère au-dessus des Diablerets qui fait un mort et quatre blessés.
En 2006, il se présente et est élu au Conseil communal de la commune de Leysin.

## Coupe du Monde
- Meilleur classement final : 19e en 1983.
- Meilleur résultat : 2e.